# Paris–Roubaix 1977

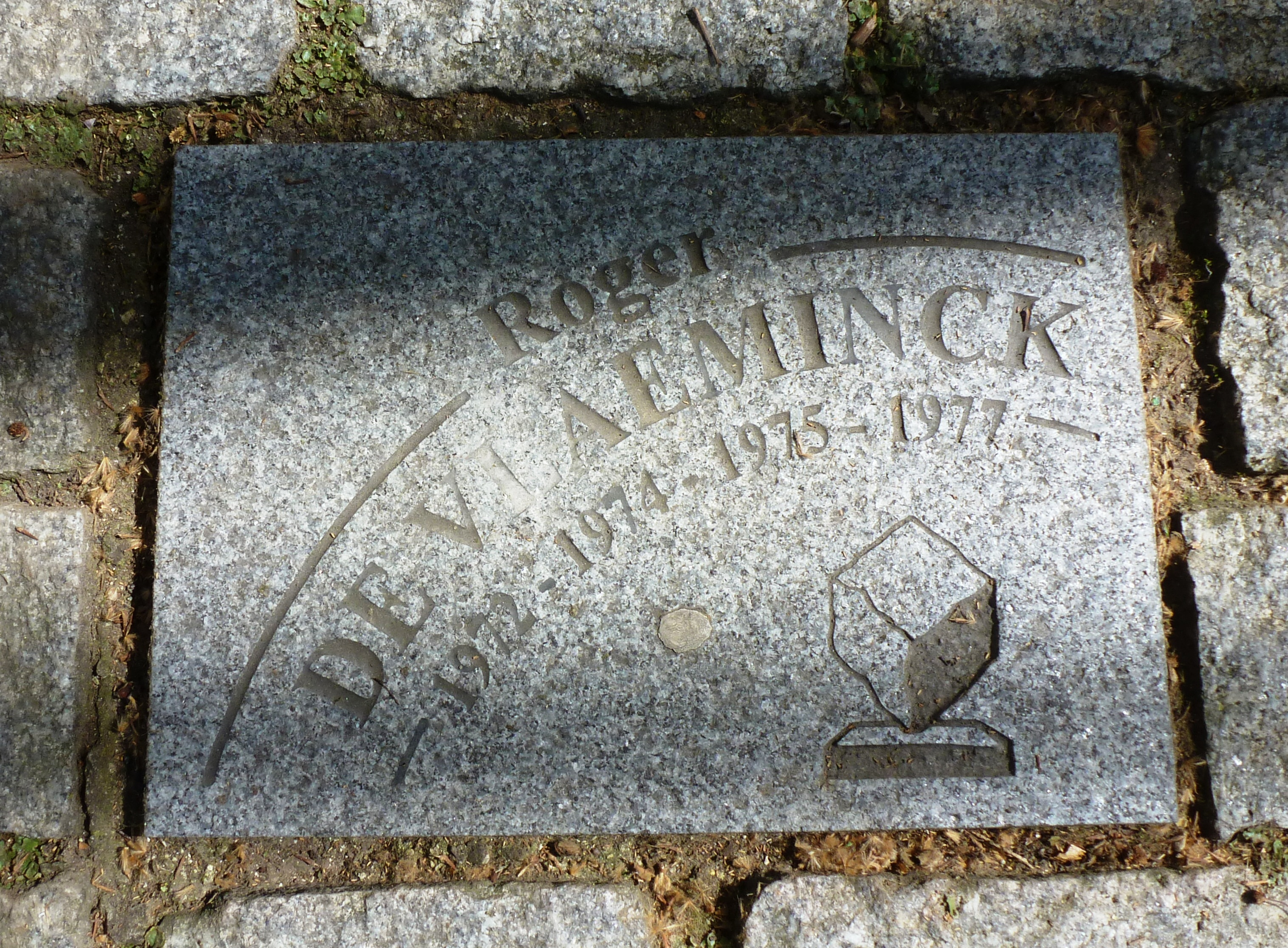
Pflasterstein zu Ehren des vierfachen Siegers Roger De Vlaeminck auf der Allée Charles Crupelandt in Roubaix

Das Eintagesrennen Paris–Roubaix 1977 war die 75. Austragung des Radsportklassikers und fand am Sonntag, den 17. April 1977, statt.
Das Rennen führte von erstmals von Compiègne aus, rund 80 Kilometer nördlich von Paris, nach Roubaix, wo es im Vélodrome André-Pétrieux endete. Die gesamte Strecke war 250,5 Kilometer lang. Es starteten 149 Fahrer, von denen sich 43 platzieren konnten. Der Sieger Roger De Vlaeminck absolvierte das Rennen mit einer Durchschnittsgeschwindigkeit von 40,464 km/h.
30 Kilometer vor dem Ziel gab es eine führende Gruppe aus 22 Fahrer. Kurz danach „flog“ Roger De Vlaeminck „davon“ und wurde „nie wieder gesehen“. Monsieur Paris-Roubaix holte seinen vierten Sieg bei diesem Rennen.
Der deutsche Fahrer Dietrich Thurau wurde Achter.